# Youssouf Mory Bamba
Youssouf Mory Bamba (* 20. Dezember 1995) ist ein ivorischer Fußballspieler.

## Karriere
Youssouf Mory Bamba stand bis Ende 2019 beim ivorischen Verein FC San Pédro in San-Pédro unter Vertrag. Wo er vorher gespielt hat, ist unbekannt. Der Verein spielte in der ersten Liga, der Ligue 1. Im Januar 2020 wechselte er nach Laos. Hier unterschrieb er einen Vertrag beim Lao Toyota FC. Der Verein aus der laotischen Hauptstadt Vientiane spielte in der ersten Liga, der Lao Premier League. Am Ende der Saison wurde er mit dem Verein laotischer Meister. Für den Verein spielte er elfmal in der ersten Liga und schoss dabei zwei Tore. Nach der Saison wurde sein Vertrag nicht verlängert. Von Dezember 2020 bis Anfang April 2021 war er vertrags- und vereinslos. Am 9. April 2021 unterschrieb er in Bangladesch einen Vertrag beim Uttar Baridhara Club. Der Verein aus Dhaka spielte in der ersten Liga des Landes, der Bangladesh Premier League.

## Erfolge
Lao Toyota FC
- Laotischer Meister: 2020